# Clara Reeve

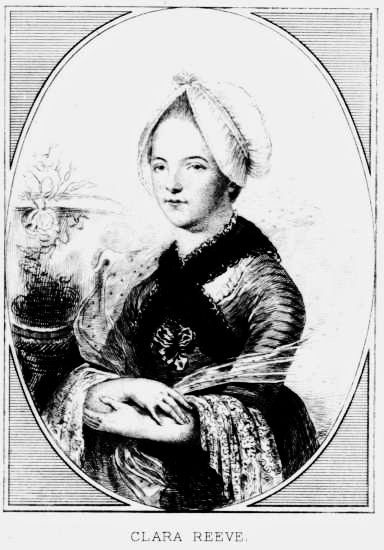
Clara Reeve

Clara Reeve (* 1729 in Ipswich; † 3. Dezember 1807 ebenda) war eine britische Schriftstellerin, die im Stil der Gothic Novel schrieb.

## Leben
Reeve wuchs als eins von acht Kindern in Suffolk auf. Ihre Mutter war eine geborene Smithies, deren Vater als Goldschmied und Juwelier, Hoflieferant von König Georg I. war. Reeves Vater war ein Geistlicher, der seine Kinder selbst unterrichtete. Nach seinem Tod, 1755, zog die Mutter gemeinsam mit einigen ihrer Kinder nach Colchester, wo Clara Reeves begann als Übersetzerin und Schriftstellerin zu arbeiten. Unter dem Einfluss von Horace Walpoles Roman Das Schloss von Otranto (englische Originalfassung: The Castle of Otranto)  veröffentlichte sie 1777 ihren Erstlingsroman The Champion of Virtue, der später unter dem Titel The Old English Baron nachgedruckt wurde. Beide Werke übten einen großen Einfluss auf das Genre der Gothic Literature aus.
Zu ihren literarischen Vorbildern zählte außerdem Samuel Richardson. Ihr Werk diente als Inspiration für Mary Shelleys Frankenstein aus dem Jahr 1818.
Im Jahr 1785 erschien ihr zweibändiges Werk The Progress of Romance, Through Times, Countries, and Manners, eine Studie über das Genre des Romans. Das Werk war unkonventionell, denn damals war es noch ungewöhnlich, dass Frauen in Dialogform schrieben. Das Werk wird oft gemeinsam mit den bereits erschienen Veröffentlichungen von Elizabeth Rowe und Susan Dobson genannt, an deren Tradition es anknüpft. The Progress of Romance inspirierte wiederum Sir Walter Scott, Nathaniel Hawthorne, und Joseph Conrad, sowie Walter Savage Landor'.
Clara Reeve starb am 3. Dezember 1807 in Ipswich und wurde, ihrem Wunsch entsprechend, auf dem Friedhof von St. Stephens beigesetzt.

## Werke
- The champion of virtue (1777)
- Destination or memoirs of a private family (1799)
- The Exiles (1788)
- The memoirs of Sir Roger de Clarendon (1793)
- The Old English Baron (1785, Überarbeitung von The champion of virtue)
- The progress of romance through times, countries, and manners (1785)
- The school for widows
- The two mentors (1783)

## Belege
1. ↑  Gothic Literature in Special Collections. University System of Maryland, abgerufen am 22. Februar 2025
2. ↑  „Horrorliteratur vor Lovecraft.“ In: Leslie S. Klinger: H.P. Lovecraft – Das Werk. Übersetzung von Andreas Fliedner und Alexander Pechmann, Originaltitel The New Annotated H.P. Lovecraft. Fischer TOR, Frankfurt/Main 2017; S. 15. ISBN 978-3-596-03708-7.
3. 1 2 3 4  Clara Reeve. Goodreads, abgerufen am 22. Februar 2025
4. ↑  Gerd Karin Omdal: Clara Reeve's Progress of Romance and the Female Critic in the 18th Century. doi:10.1111/lic3.12077 Literature Compass, abgerufen am 22. Februar 2025
5. ↑  Progress of Romance, Through Times, Countries, and Manners, The by Clara Reeve. Springer Nature, abgerufen am 22. Februar 2025